# José Antonio Remón Cantera
José Antonio Remón Cantera (Panama, 11 aprile 1908 – Panama, 2 gennaio 1955) è stato un politico e militare panamense, 21º presidente di Panama.

## Biografia
Figlio di don Alejandro Remòn e di sua moglie Maria Cantera, alla morte del padre dovette interrompere gli studi, che poté riprendere grazie agli sforzi materni, a Città del Messico tramite una borsa di studio presso l'accademia militare. Tornato in patria nel 1931 entrò nella Policìa Nacional, il corpo di polizia panamense con il grado di capitano.
Nel 1952, dopo la deposizione del precedente presidente Arnulfo Arias, accusato di portare il paese verso una dittatura, fondò la Coalición Patriótica Nacional  (CPN), partito di stampo nazionalista che aveva lo scopo di appoggiare la sua candidatura alla carica di presidente della Repubblica di Panamá. Dopo aver vinto le elezioni presidenziali di quello stesso anno, entrò in carica il 1º ottobre 1952 ed iniziò l'anno successivo una politica per la riaffermazione dell'autorità governativa sul territorio nazionale a scapito della presenza statunitense. Per questo motivo rinegoziò i trattati sul canale stipulati nel 1901 con il trattato Hay-Bunau Varilla. Il nuovo negoziato iniziò a partire dal settembre del 1953 ed è annoverato come trattato Remon-Eisenhower, il quale si interruppe parzialmente nel dicembre 1954, a causa del disaccordo sulla base statunitense di Río Hato, che Cantera intendeva tornasse sotto la giurisdizione panamense, mentre il governo statunitense voleva una proroga di altri quindici anni per l'utilizzo della zona. Oltre a questo punto di discussione, il trattato prevedeva l'innalzamento della quota annuale dovuta per l'affitto del canale da 400.000 dollari a 1.930.000 dollari, oltre ad altre clausole come la costruzione da parte statunitense di un ponte sul canale. Nonostante la morte di Cantera il nuovo trattato venne siglato quello stesso anno dal nuovo presidente Ricardo Arias, dopo le accuse rivolte al vicepresidente Guizado, eletto ad interim successore di Cantera.
Proprio all'indomani di un suo netto rifiuto a concedere la proroga per la base di Rìo Hato, Remón Cantera venne assassinato misteriosamente il 2 gennaio 1955 nell'ippodromo cittadino Juan Franco alle 7:30 del mattino con una raffica di mitra Schmeisser di fabbricazione tedesca, durante la premiazione di un cavallo appartenente alla sua scuderia privata,  Valley Star. Dell'assassinio venne inizialmente accusato un cittadino statunitense di nome Martin Irving Lipstein, che venne tuttavia discolpato dalla confessione di un avvocato panamense, Rubén O. Miró, il quale il 12 gennaio 1955 confessò di essere l'esecutore materiale dell'omicidio, mentre indicò nel vicepresidente in carica, José Ramón Guizado, come mandante e organizzatore dell'attentato.